# Åkerros
Åkerros (Rosa agrestis)  är en art i familjen rosväxter och förekommer naturligt från Sverige till västra och centrala Europa, Kaukasus, nordvästra Afrika och Sinaihalvön. Arten kan odlas som trädgårdsväxt i Sverige och ses ibland i specialsamlingar.
Ibland räknas västkustros (R. elliptica subsp. inodora) till denna art.

## Synonymer
Chabertia agrestis (Savi) Gand.
Chabertia sepium (Thuill.) Gand.
Rosa agrestis subsp. pubescens Rapin
Rosa albiflora Opiz
Rosa arvatica Puget ex Baker
Rosa beylei Borbás
Rosa borhekiana J.B.Keller & Formánek ex Formánek
Rosa calcarea Gand.
Rosa canina var. sepium Poir. in Lam.
Rosa chionistrae H.Lindb.
Rosa communis var. virgultorum (Ripart ex Déségl.) Rouy & E.G.Camus
Rosa druentica Rouy
Rosa elatior Rouy
Rosa gallica subsp. geminata (Rau) Nyman
Rosa geminata Rau
Rosa gizellae Borbás ex Koehne
Rosa graveolens subsp. eriophora (Gren.) Arcang.
Rosa graveolens subsp. nuda (Gren.) Arcang.
Rosa haringiana (Heinr.Braun) Fritsch
Rosa mentita Déségl.
Rosa obversa Borbás
Rosa pseudosepium Callay ex Cottet
Rosa pubescens Rapin  	nom. illeg.
Rosa rubiginosa subsp. agrestis (Savi) Hook.f.
Rosa rubiginosa subsp. sepium (Poir.) Hook.f.
Rosa rubiginosa var. sepium (Poir.) Lapeyr.
Rosa semisepium Borbás & Vuk.
Rosa sepium subsp. agrestis (Savi) Nyman nom. illeg.
Rosa sepium subsp. mentita (Déségl.) Gremli
Rosa sepium Thuill.
Rosa sepium var. agrestis (Savi) Boullu comb. illeg.
Rosa sepium var. arvatica (Puget ex Baker) Nyman
Rosa sepium var. rosea Desv. 		nom. inval.
Rosa sepium var. virgultorum (Ripart ex Déségl.) Nyman
Rosa vinodora A.Kern.
Rosa virgultorum Ripart ex Déségl.
Rosa virgultorum var. rubriflora Boullu  		
Rosa viscaria subsp. agrestis (Savi) Rouy & E.G.Camus comb. illeg.
Rosa viscaria var. pseudoelliptica Rouy & E.G.Camus
- Wikimedia Commons har media som rör Åkerros.